# Nasofilia

Illustrazione di un naso

La nasofilia è il termine che identifica l'attrazione erotica nei confronti del naso. Nasce dalla combinazione delle parole naso (rilievo impari e mediano del viso che contribuisce a formare l'apparato respiratorio) e parafilia (pulsione erotica). Nell'ambito della psicoanalisi Sigmund Freud ha interpretato il naso come sostituto del pene.

## Modalità
Il nasofiliaco ha, solitamente, il desiderio di toccare, leccare e/o anche penetrare il naso. L’attrazione sessuale può anche essere legata a una particolare forma e/o aspetto del naso. Altre fantasie possono includere il desiderio di osservare o sperimentare una trasformazione fisica nasale come in Pinocchio o come il naso di un'altra creatura o specie (come il maiale). Queste fantasie possono coinvolgere anche giochi di ruolo sessuali o la trasformazione fittizia del naso tramite un mascheramento.